# 麻柳嘴镇
麻柳嘴镇，是中华人民共和国重庆市巴南區下辖的一个乡镇级行政单位。

## 行政区划
麻柳嘴镇下辖以下地区：
麻柳街社区、牌坊街社区、八角村、望江村、赚宝村、牌楼村、平桥村、人和桥村、回龙寺村、水淹凼村、梓桐村和感应村。